# Jani Hurme
Jani Hurme (né le 7 janvier 1975 à Turku en Finlande) est un joueur professionnel finlandais de hockey sur glace. Il évolue au poste de gardien de but.

## Biographie

### Carrière en club
Formé au TuTo Turku, il débute dans la SM-liiga à l'Ilves Tampere en 1996. Il remporte la Ligue européenne 1997 avec le TPS Turku. Il est choisi au cours du repêchage d'entrée dans la LNH 1997 par les Sénateurs d'Ottawa en troisième ronde, en cinquante-huitième position. Il poursuit alors sa carrière en Amérique du Nord en jouant en Ligue internationale de hockey. Le 9 avril 2000, il joue son premier match dans la Ligue nationale de hockey avec les Sens face au Lightning de Tampa Bay. Il porte également les couleurs des Panthers de la Floride dans la LNH. Il revient en Europe en 2006.

### Carrière internationale
Il représente la Finlande au niveau international. Il participe à deux éditions du championnat du monde et aux Jeux olympiques de 2002.

## Trophées et honneurs personnels

### SM-liiga
- 1995-1996 : remporte le Trophée Jarmo-Wasama.
- 1996-1997 : remporte le Trophée Urpo-Ylönen.
- 1996-1997 : nommé dans l'équipe type.
- 1996-1997 : remporte le Trophée Lasse-Oksanen.

### Ligue européenne de hockey
- 1996-1997 : nommé dans l'équipe type des médias.

### Ligue internationale de hockey
- 1999-2000 : nommé dans la deuxième équipe d'étoiles.